# Război civil

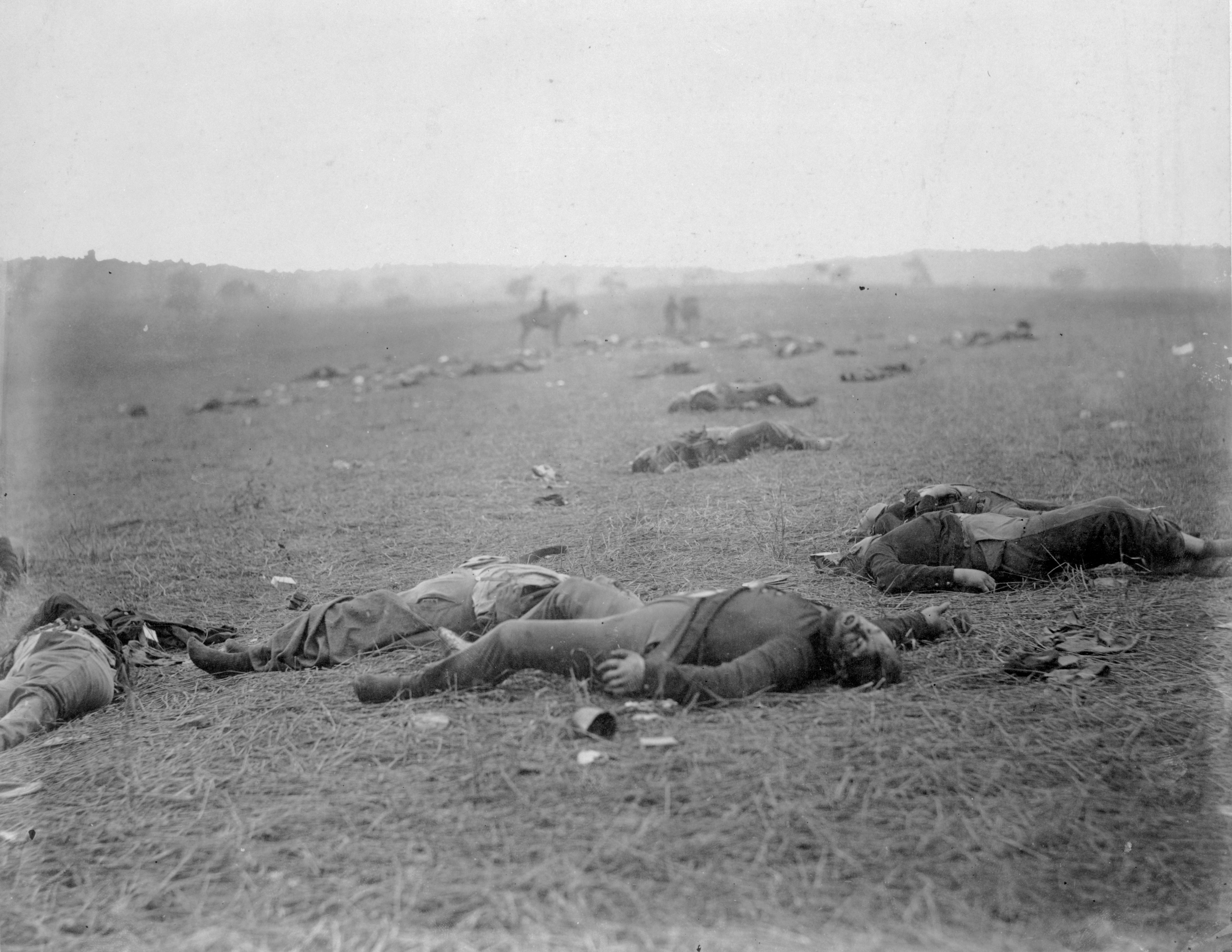
Rezultatele Războiului Civil American

Războiul civil este un conflict armat în care facțiunile aflate în conflict sunt segmente ale populației aceleiași țări, imperiu sau diviziune politică. În general, aceste războaie au ca sursă lupta pentru controlul puterii în stat.
Asemeni tuturor războaielor, conflictul poate avea cauze religioase, etnice, sau economice (distribuția bunurilor între clasele sociale). Unele războaie civile sunt descrise ca fiind revoluții în urma cărora rezultă schimbări sociale majore. Unii istorici cataloghează revoltele populare ca fiind războaie civile dacă acestea sunt însoțite de lupte armate între structuri militare. Altfel spus, o revoltă se transformă în război civil când facțiunile angajate în conflict dispun de forțe militare. Alți istorici definesc războiul civil ca pe un conflict cu violență susținută, de durată, între facțiuni organizate sau între regiuni bine stabilite aparținând aceleiași țări, indiferent dacă acestea se manifestă sau nu prin acțiuni militare.
Distincția între război civil și revoluție e până la urmă arbitrară: revolta din anii 1640 care a răsturnat (temporar) monarhia engleză e cunoscută ca Războiul Civil Englez; revolta coloniștilor americani în anii 1770 împotriva regimului britanic, desfășurată după scenariul tipic la războaielor, cu lupte purtate între structuri militare, e cunoscută ca Revoluția americană.
„Într-un război civil, chiar și victoria reprezintă o înfrângere.”—Marcus Annaeus Lucanus